# Dinastia Hotak
La dinastia Hotak o dinastia Hotaki fu una monarchia afghana dei Ghilji Pashtun, istituita nel 1709 da Mirwais Hotak dopo aver guidato una rivoluzione contro i declinanti persiani Safavidi regnanti sulla vecchia Kandahar. Essa durò fino al 1738 quando il fondatore della dinastia degli Afsharidi, Nadir Shah, sconfisse Hussain Hotak durante il lungo assedio di Kandahar, e ristabilì il controllo persiano su tutta la regione, perso alcuni decenni prima ad opera di ottomani e russi. All'apice della potenza, la dinastia Hotak regnò per un breve periodo sui territori che oggi sono Afghanistan, Pakistan occidentale, e gran parte dell'Iran.
Nel 1715, Mirwais morì per cause naturali e suo fratello Abdul Aziz gli succedette sul trono. Egli fu presto sostituito da Mahmud che regnò sull'impero, nella sua più vasta estensione, per soli tre anni. A seguito della battaglia di Damghan del 1729, dove Mahmud venne sconfitto da Ashraf Hotak, Mahmud venne privato di ciò che è oggi il sud dell'Afghanistan. Hussain Hotak divenne l'ultimo sovrano e venne poi definitivamente sconfitto nel 1738.

## Salita al potere
La provincia di Kandahar era stata sotto il dominio degli scià safavidi, come loro territorio più orientale, dal XVI ai primi anni del XVIII secolo, mentre le native tribù afghane che vivevano nell'area erano sunnite. Immediatamente ad est sorse l'impero sunnita dei Moghul, che occasionalmente combatté delle guerre contro i potenti Safavidi, sul territorio dell'Afghanistan meridionale. L'area a nord, era controllata dal Khanato di Bukhara nello stesso periodo.
Dal XVII secolo, i persiani safavidi, come i loro rivali, i turchi ottomani, andavano incontro ad un sensibile declino a causa di malgoverno, conflitti settari, e interessi stranieri. Nel 1704, il safavide scià Husayn nominò il georgiano e re di Kartli Giorgio XI (Gurgín Khan), che si era convertito all'Islam come molti altri georgiani sotto gli ottomani, comandante in capo delle province orientali dell'Impero safavide, in quello che oggi è l'Afghanistan. Il suo primo compito era stato quello di reprimere le rivolte nella regione. Gurgín iniziò con l'imprigionare e uccidere gli afgani, soprattutto coloro che erano sospettati di organizzare ribellioni, schiacciando con successo le rivolte. Uno degli arrestati e imprigionati fu Mirwais che apparteneva ad una famiglia Hotak molto influente a Kandahar. Mirwais venne inviato come prigioniero alla corte persiana di Isfahan, ma le accuse contro di lui vennero respinte da Shah Husayn e pertanto fu rimandato in patria come uomo libero.
Nell'aprile 1709, Mirwais, protetto dal clan Ghaznavida Nasher, con i suoi seguaci, organizzò una rivolta contro i Safavidi che regnavano a Kandahar. La rivolta iniziò quando Gurgín Khan e la sua scorta vennero uccisi durante una festa che era stata organizzata da Mirwais nella sua fattoria all'esterno della città. È stato riferito che la causa fu il vino avvelenato. Successivamente, Mirwais ordinò l'uccisione dei rimanenti funzionari militari persiani presenti nella regione. Gli afghani poi, sconfissero due volte il grande esercito persiano che era stato spedito da Isfahan (capitale dei Safavidi) e comprendente Qizilbash e le truppe georgiano/circasse.

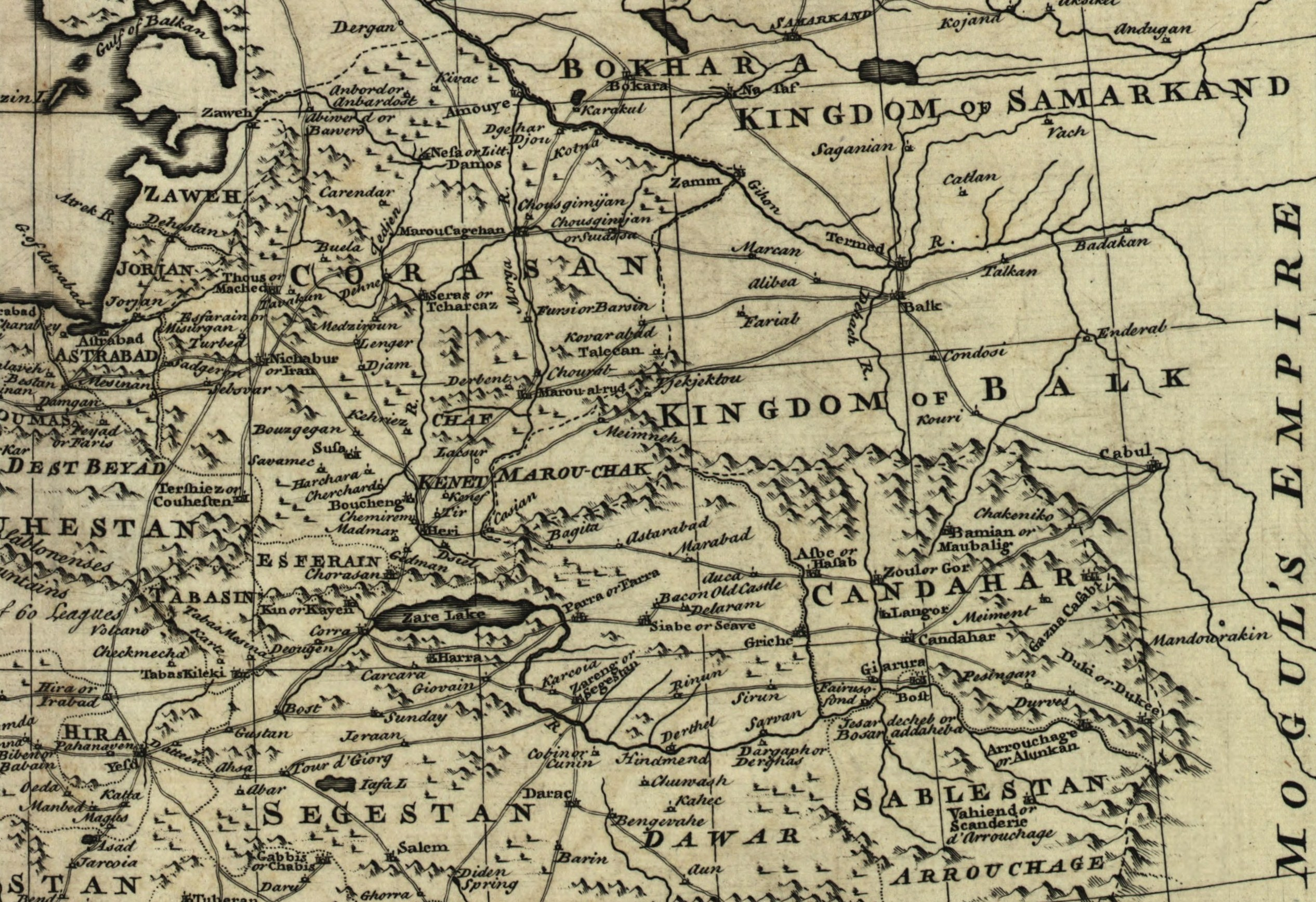
Kandahar (Candahar) durante la dinastia degli Afsharidi e il periodo Moghul.

Avendo rifiutato il titolo di re, Mirwais venne chiamato "principe di Qandahár e generale dell'esercito nazionale" dai suoi conterranei afghani. Egli morì pacificamente nel novembre 1715, per cause naturali, e gli succedette il fratello Abdul Aziz; questi venne assassinato poi dal figlio di Mirwais, Mahmud. Nel 1720, le forze di Mahmud attraversarono il deserto di Sistan e presero la città di Kerman. Il piano di Mahmud era quello di catturare la capitale, Isfahan. Dopo aver sconfitto i persiani alla battaglia di Gulnabad, l'8 marzo 1722, procedette ad assediare Isfahan per sei mesi, fino alla caduta della città. Il 23 ottobre 1722, il sultano Husayn abdicò e consentì a Mahmud di diventare lo scià di Persia.
La maggioranza dei persiani, comunque, respinse il regime afghano considerandolo usurpatore sin dall'inizio. Per i successivi sette anni, fino al 1729, gli Hotak furono, de facto, i regnanti della maggior parte della Persia e delle aree meridionali e orientali dell'Afghanistan, rimaste sotto il loro controllo fino al 1738.
La dinastia Hotak fu violenta fin dall'inizio e conflitti interni resero difficile stabilire il controllo permanente. La dinastia viveva sotto un grande fermento a causa di faide successorie sanguinose che ebbero presa sul tenue potere, e dopo il massacro di migliaia di civili a Isfahan - tra cui più di tremila studiosi religiosi, nobili, e membri della famiglia safavide - la dinastia Hotak venne rimossa dal potere in Persia. D'altra parte, anche gli afgani erano stati uccisi dal governo iraniano safavide rappresentato dal suo governatore Gurgín Khan prima della loro rivolta nel 1709.

### Declino
Ashraf Hotak, che succedette allo scià Mahmud, morto nel 1725, e il suo esercito vennero sconfitti nel 1729 alla battaglia di Damghan da Nader Shah Afshar, un soldato di ventura persiano sunnita della tribù degli Afshari, e fondatore degli Afsharidi che succedettero ai Safavidi in Persia. Nadir scià aveva scacciato e bandito le restanti forze Ghilji dalla Persia e iniziò arruolando alcuni Abdali afghani di Farah e Kandahar nel suo esercito. Le forze di Nader scià (tra i quali vi erano Ahmad Shah Abdali e i suoi 4 000 uomini Abdali) conquistarono Kandahar nel 1738. Essi assediarono e distrussero l'ultimo potere Hotak che era tenuto da Hussain Hotak (o scià Hussain). Nadir scià, successivamente, costruì una nuova città vicina, che prese il nome da lui stesso, "Naderabad". Gli Abdali vennero reinstaurati nell'area di Kandahar, con i Ghilji respinti di nuovo alla loro ex roccaforte di Kalat-i Ghilji - un accordo che dura fino ai nostri giorni.

## Lista dei regnanti
| Nome                       | Immagine | Inizio regno | Fine regno |
| -------------------------- | -------- | ------------ | ---------- |
| Mirwais Hotak Woles Mashar |          | 1709         | 1715       |
| Abdul Aziz Hotak Emiro     |          | 1715         | 1717       |
| Mahmud Hotak Scià          |          | 1717         | 1725       |
| Ashraf Hotak Scià          |          | 1725         | 1729       |
| Hussain Hotak Emiro        |          | 1729         | 1738       |